# 塞阿赫河 (伊薩爾河支流)
47°34′56.523″N 11°34′38.410″E / 47.58236750°N 11.57733611°E
塞阿赫河是德國的河流，位於該國東南部，由巴伐利亞負責管轄，屬於伊薩爾河的支流，河道全長17.1公里，流域面積233.4平方公里，發源自阿亨湖，河口處在敘爾文施泰因施派歇爾湖。